# Bilal Ibn Rabah

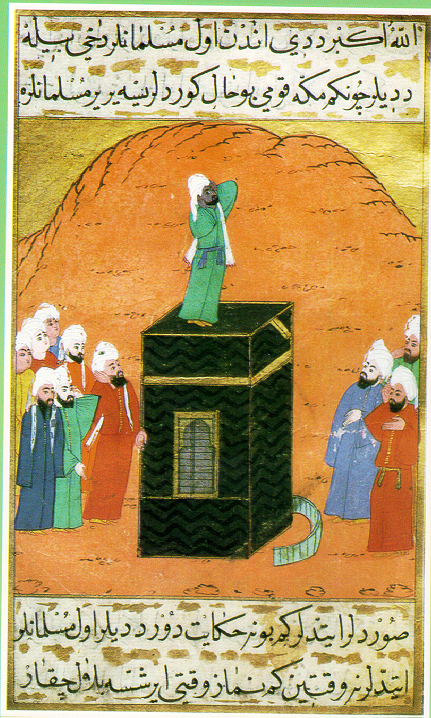

Bilal Ibn Rabah (ur. ok. 575, zm. ok. 640) – Etiopczyk z pochodzenia, uważany przez tradycję muzułmańską za jednego z pierwszych wyznawców islamu oraz pierwszego muezina w islamie.
Urodził się w Mekce. Według tradycji Bilal miał być niewolnikiem u Umajji Ibn Chalafa, mekkańczyka, zaciekłego przeciwnika islamu. Kiedy Umajja dowiedział się, że Bilal po kryjomu wyznaje islam, poddał go okrutnym torturom. Podobno kazał mu leżeć na rozgrzanym przez upał i nałożył na niego ciężkie kamienie, żeby nieszczęśnik nie mógł się ruszyć. Został kupiony i wyzwolony przez Abu Bakra. Informacja ta oraz fakt, że Bilal był czarnoskóry, są ważnym elementem propagandowym w świecie islamu. Niektóre źródła muzułmańskie podają, że pierwszym muezzinem był Ibn Amr Maktum, ale stanowią one mniejszość. Bilal miał zostać muezzinem pierwszego meczetu w dziejach islamu, wybudowanego w Kuba na przedmieściach Medyny. Nawoływał wiernych do modlitwy zbiorowej stojąc na dachu meczetu, ponieważ nie było tam jeszcze minaretu. Początkowo Mahomet miał wzywać wiernych na modlitwę za pomocą trąbki (arab. buk), podobnie jak Żydzi. Następnie jął się używania grzechotki (arab. nakus), wreszcie ustalił azan wykonywany przez muezzina. Słowa azanu miały się przyśnić Abd Allahowi Ibn Zajdowi oraz Umarowi.
Brał udział w niemal wszystkich bitwach muzułmanów z wrogami, m.in. pod Badr w 624, pod Uhud w 625 roku i w Bitwie Rowu (al-Chandak). Po bitwie pod Badr zabił swojego byłego właściciela, Umajję Ibn Chalafa, który znalazł się wśród jeńców.
Miał się według tradycji znaleźć w gronie muzułmanów, którzy wraz z Prorokiem weszli do Kaby w Mekce, po zdobyciu miasta w 630. Według pewnej tradycji Bilal przekazał Umarowi Ibn al-Chattabowi szczegóły modlitwy, którą prorok Mahomet miał odprawić wówczas we wnętrzu Kaaby, ile rak wykonał itd.
Bilal podjął w swoim domu wielu gości przybywających do Mahometa do Medyny. Wśród nich znaleźli się np. dwaj biskupi, Ukajdir z Dumat al-Dżandal i Juhanna Ibn Ruba z Ajli, którzy w zamian za zezwolenie na praktykowanie swojego kultu na terenie Arabii zobowiązali się do płacenia daniny oraz strzeżenia szlaków przez podległe im terytoria z Al-Hidżazu do Jemenu.
Bilal, jako człowiek słynący z donośnego głosu, miał powtarzać głośno słowa Mahometa w czasie tzw. pielgrzymki pożegnalnej w 632.
Bilal zmarł najprawdopodobniej w Damaszku, choć niektóre źródła podają również Medynę, między rokiem 638 a 642. Pochowany został na cmentarzu Bab as-Saghir.
Tradycja szyicka podaje, że był oddanym zwolennikiem rodu Alidów.